# Tomáš Vtípil
Tomáš Vtípil (* 24. března 1981 Brno) je český hudební skladatel, multiinstrumentalista (především houslista), performer, zpěvák, člen několika hudebních uskupení rozličných žánrů, autor filmové a scénické hudby, hudební producent a básník.

## Život
Vystudoval gymnázium a Filozofickou fakultu Masarykovy univerzity v Brně. Na housle se naučil hrát v Lidové škole umění.

## Hudební tvorba
Vtípilovy hudební začátky jsou spojeny s kapelami Čvachtavý lachtan, kterou spoluzakládal s Petrem Fučíkem během studia na gymnáziu a kde se později setkal s Martinem Evženem Kyšperským, a cs zvuk, obě tyto skupiny vyhrály soutěž Unijazzu Malá alternativa. První album natočil s Čvachtavým lachtanem jako doprovod brněnského básníka Jaroslava Erika Friče.

### Sólová tvorba
Hlavním Vtípilovým nástrojem jsou housle, vymýšlí však různé alternativní způsoby, jak na ně hrát – používá je jako rytmický nástroj, jezdí po strunách klackem. Pohybuje se v oblasti elektroakustické hudby a improvizace, pracuje s jevem chybovosti a s glitchovou hudbou.
V roce 2010 vydal sólové LP Do Not Eat – Throw Away. V roce 2013 mu vyšlo split LP se skupinou Frequently Asked Questions nazvané RRRRRR / FAQ. Nejnovějším albem je Syntax Error z roku 2013.
Se svými texty vyhrál celostátní kolo soutěže Slam poetry 2004.

### Spolupráce
Významná je Vtípilova spolupráce s undergroundovou skupinou DG 307, s níž koncertuje, nahrává a je také autorem hudby jejího alba z roku 2013 s názvem Životy? Nebo bludné kruhy?, jež je odbornou kritikou velmi dobře přijímáno. Hlavní postavu DG 307, básníka Pavla Zajíčka, hudebně doprovází též na jeho literárních čteních a složil hudbu pro jeho sólové album Podobenství (2011). Vtípil také složil hudbu k Zajíčkovu představení Pustina uvedeném Studiem Hrdinů; představení bylo živě doprovázeno celou kapelou DG 307. Inscenace získala několik cen, hudba byla nominována na Cenu divadelní kritiky.
Současně také hraje v „pouličním šramlu“ Urband, akustickém triu zaměřeném na interpretaci městského folkloru, blues, jazzu a šramlu. V této skupině Vtípil působí jako zpěvák a houslista. Kapela vznikla v roce 2002 se záměrem praktikovat busking v ulicích měst (odtud název), v současné době je však Urband častým hostem hudebních klubů a různých festivalů. Přesto se ke svým „pouličním“ kořenům ráda hlásí a k buskingu se občas vrací. Např. koncert v rámci festivalu Ghettofest 2016 odehrála nad diváky na balkoně jednoho z domů „brněnského Bronxu“. Skupina v roce 2010 vydala eponymní album.
Dalším hudebním projektem je „komorní hardcore-chanson duo“ [che], v jehož rámci Tomáš Vtípil vystupuje s akordeonistou a básníkem Radimem Babákem.
S německým raperem Maxem Bilitzou (pseudonymem Niemand), se kterým se seznámil na workshopu v Holandsku, kam Vtípil jel jako vítěz Slam poetry, nahrál album Neuland a vytvořil několik scénických kusů.
Výrazný je též Vtípilův producentský vklad na albu Buskers Burlesquers folk-rockového písničkáře Marcela Kříže. Produkoval také album Tomáše Šenkyříka s texty Ivana Martina Jirouse I vši (2014). Vtípil stál také u počátků kapely Mucha, ale z časových důvodů záhy odešel. Koncertuje také s Monikou Načevou nebo se skupinou ConTRIOlogy.
Ve spolupráci s výtvarníky ze skupiny Moire realizoval hudebně-vizuální instalaci Spinne Stimme v Leipziger Baumwollspinnerei.

### Orchestrální a sborové skladby
Kromě výše popsané spíše klubově orientované tvorby vytváří Vtípil také skladby soudobé hudby. V roce 2013 složil skladbu Scattered Members pro mužský sbor a elektroniku. Premiérově byla uvedena v provedení mužského pěveckého sboru Láska opravdivá ve vídeňském MuseumsQuartier, poté i na brněnském festivalu Expozice nové hudby. Pro následující ročník tohoto festivalu složil i skladbu Nápěvy domova, kterou nastudoval tentýž sbor.

### Scénická a filmová hudba
Za hudbu k filmu Pouta režiséra Radima Špačka byl nominován na Ceny české filmové kritiky 2010 a Českého lva.
S Monikou Načevou vytvořili hudbu k baletu Gustav Klimt inscenovanému v Divadle F. X. Šaldy v Liberci (premiéra 27. září 2013). Spolupracuje na inscenacích Divadla Líšeň.
Roku 2021 vytvořil hudbu pro experimentální filmové drama Miroslava Bambuška Lidi krve.

#### Výčet inscenací
- Domovní requiem, režie Pavla Dombrovská, Divadlo Líšeň, 2003
- Neuland: Worte sind Worte, 2006
- Tajbele a její démon, režie Antonín Přidal, Divadlo U stolu, 2006 (živá hudba)[10]
- Neuland (DE): Unord, 2007
- ...and Sometimes It Scares Me to See My Own Face, taneční představení v Duisburger Tanztheater (DE), režie Ulla Weltike, 2007
- World Wide Web, režie Janka Schmiedtová, JAMU, 2009
- Žabáci (Sny starého dědka), režie Pavla Dombrovská, Divadlo Líšeň, 2009
- Putin lyžuje, režie Pavla Dombrovská, Divadlo Líšeň, 2010
- Poněvadž když se řekne jedenáct, je to jako by se řeklo dvanáct a dvanáct bude brzy třináct, hudba k tanečnímu představení souboru Filigrán, 2010
- Tři věty, hudba k tanečnímu představení souboru Filigrán, 2011
- Max Bilitza: Borderland, 2011
- Světelský oltář, audiovizuální performance s Pavlou Kačírkovou, v kostele svaté Barbory v Adamově, 2011
- Pythagoras Pro, pohybově-žonglérské představení polské performerky Marty Kuczynské, JAMU, 2013 (živá hudba)
- Edge, režie Petra Tejnorová, Nová scéna Národního divadla Praha a Studio Alta, 2013 (živá hudba)
- Jako hůl (Like a Cane), Divadlo DISK, 2014
- Pustina (The Waste Land), režie Miroslav Bambušek, Studio Hrdinů, 2014 (živá hudba DG307)
- Hygiena krve, režie Pavla Dombrovská & kol., Divadlo Líšeň, 2014
- Rozhovory s astronauty, režie Ondřej Elbel, Národní divadlo moravskoslezské, Ostrava, 2015
- Licking the Dust, hudba pro taneční vystoupení japonského choreografa Yukio Suzukiho, 2015
- Znovu a líp, režie Martina Krátká, Divadlo Titans, 2015
- Broken Words, hudba pro představení založeném na poezii čínského aktivisty Liao I-wu, 2015
- Big Sur, režie Ewa Zembok, HaDivadlo, 2016
- Kolaps, režie Ewa Zembok, Divadlo X10, 2016
- Prométheus, režie Miroslav Bambušek, Mezery, o.s., 2016
- Mazel a Sakumprásk, režie Pavla Dombrovská, Divadlo Líšeň, 2016
- Tobiáš Lolness, režie Jan Cimr, Divadlo Polárka, 2022

## Diskografie

### Sólová alba
- Do Not Eat – Throw Away, 2010
- Syntax Error, 2013

### Spolupráce
- Čvachtavý lachtan a Jaroslav Erik Frič: Jsi orkneyské víno, 2002
- Čvachtavý lachtan: Ropa, 2002
- [che]: Vynášení a vykládání věcí, 2004
- Tomáš Vtípil, Niemand a hosté: Neuland, 2007
- Pavel Zajíček: Kakofonie cesty, 2007
- DG 307: Květy podzimu – barvy jara /live at La Fabrika, 2008
- DG 307:Veřejná zkouška/Public rehearsal Praha–New York, 2009
- Urband: Urband, 2010
- Pavel Z.: Podobenství, 2011 – autor hudby
- Marcel Kříž a Tomáš Vtípil Noiseorchestra: Buskers Burlesquers, 2012
- [che]: Rub a to, 2012
- DG 307: Životy? Nebo bludné kruhy?, 2013 – autor hudby; housle, sekvencer, sampler, wurlitzer
- Tomáš Vtípil a FAQ: RRRRRR / FAQ, 2013 – autor hudby na jedné straně společného LP
- Tomáš Šenkyřík a Ivan Martin Jirous a Tomáš Vtípil: I vši, 2014
- Budoár staré dámy: Kostřičky, 2020
- Urband: Asfalt, 2023
- Načeva: Jdem temným dnem, 2024
- Vepřek: Písně ze dvora krále Magora, 2024